# Collodictyonidae
Collodictyonidae o Diphylleida es un grupo de protistas acuáticos con dos o cuatro flagelos apicales iguales y ortogonales entre sí. Presentan un surco de alimentación ventral que se extiende de un extremo a otro de la célula, dándoles una apariencia lobulada. A través de este surco realizan la fagocitosis de otras células eucariotas.

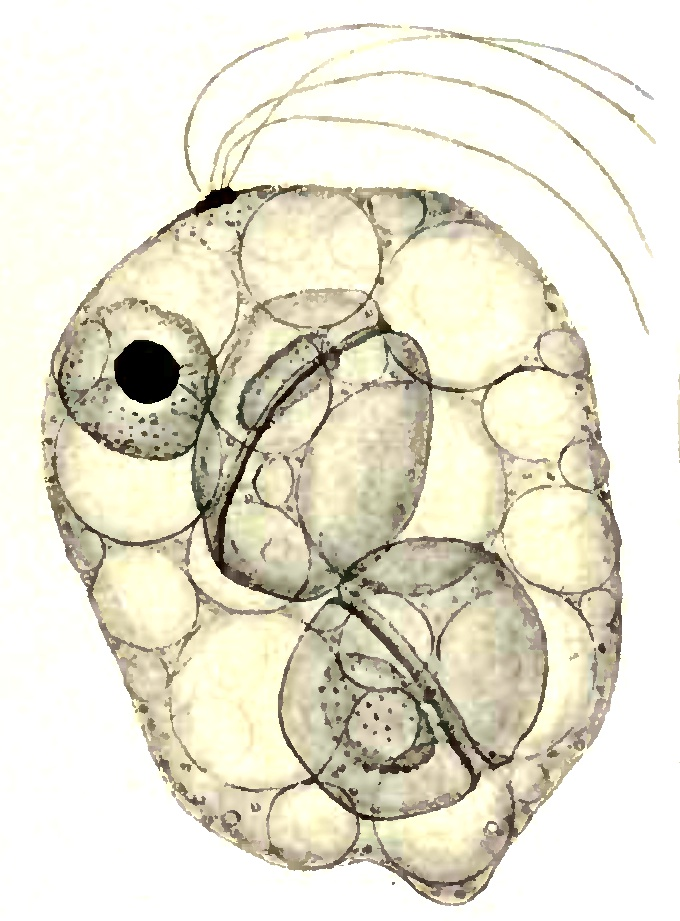
Collodictyon que ingirió un par de Peridinium.

Su relación con otros grupos es poco conocida. Los miembros de este grupo comparten características con Excavata y Amoebozoa, tales como la ranura de alimentación ventral apoyada por estructuras microtubulares y la capacidad de formar seudópodos delgados o anchos. Estas podrían ser las antiguas características morfológicas de los eucariotas. Los estudios filogenéticos sugieren que podrían estar próximos a la bifurcación entre los supergrupos Unikonta y Bikonta.
Por su parte, Cavalier-Smith coloca a Diphyllatea en Varisulca, sin embargo, otros análisis filogenéticos revelan pertenecería a un clado denominado CRuMs, similar a Varisulca pero sin Ancyromonadida.

## Árbol filogenético
Estudios extensos basados en genes codificadores de proteínas (2018 -2023), encontraron las siguientes relaciones aproximadas:
|  | Mantamonadida                                                                  |
|  |                                                                                |
|  | \| \| Rigifilida \| \| \| \| \| \| Diphylleida (=Collodictyonidae) \| \| \| \| |
|  |                                                                                |
|  | Rigifilida                                                                     |
|  |                                                                                |
|  | Diphylleida (=Collodictyonidae)                                                |
|  |                                                                                |

|  | Rigifilida                      |
|  |                                 |
|  | Diphylleida (=Collodictyonidae) |
|  |                                 |

|  | Mantamonadida                                                                  |
|  |                                                                                |
|  | \| \| Rigifilida \| \| \| \| \| \| Diphylleida (=Collodictyonidae) \| \| \| \| |
|  |                                                                                |
|  | Rigifilida                                                                     |
|  |                                                                                |
|  | Diphylleida (=Collodictyonidae)                                                |
|  |                                                                                |

|  | Rigifilida                      |
|  |                                 |
|  | Diphylleida (=Collodictyonidae) |
|  |                                 |